# Prestito obbligazionario
Il prestito obbligazionario è una forma di finanziamento a lungo termine con cui una società o altro ente per chiedere un prestito emette obbligazioni a favore di investitori; questi pretendono cedole di interesse a scadenza fissa (trimestrale, semestrale o annuale), fino al completo rimborso del prestito.
Il versamento del prestito può non necessariamente coincidere con il momento dell'emissione. Il rimborso del prestito avviene, secondo contratto, a una determinata data, in blocco o a estrazione (ovvero con rimborso rateale del capitale a quote fisse o variabili, da versare insieme ai pagamenti delle cedole di interesse).